# Javine
Javine, pseudonimo di Javine Dionne Hylton (Kensington, 27 dicembre 1981), è una cantante britannica.

## Carriera
Ha debuttato nell'estate 2003 col singolo Real Things.
Nel 2004 ha pubblicato il suo primo album.
Ha rappresentato il Regno Unito all'Eurovision Song Contest 2005 svoltosi a Kiev, dove ha presentato il brano Touch My Fire.
La sua cover del brano You've Got a Friend è presente nella colonna sonora del film Garfield - Il film.

## Discografia
Album
- 2004 - Surrender

Singoli
- 2003 - Real Things
- 2003 - Surrender (Your Love)
- 2004 - Best of My Love
- 2004 - Don't Walk Away/You've Got a Friend
- 2005 - Touch My Fire